# Peugeot 403
 (avril 2023).
Si vous disposez d'ouvrages ou d'articles de référence ou si vous connaissez des sites web de qualité traitant du thème abordé ici, merci de compléter l'article en donnant les références utiles à sa vérifiabilité et en les liant à la section « Notes et références ».
La Peugeot 403 est une automobile de la marque Peugeot produite entre mai 1955 et octobre 1966 en plusieurs versions : berline, cabriolet, break, fourgonnette et camionnette bâchée (ou pick-up).

## Historique

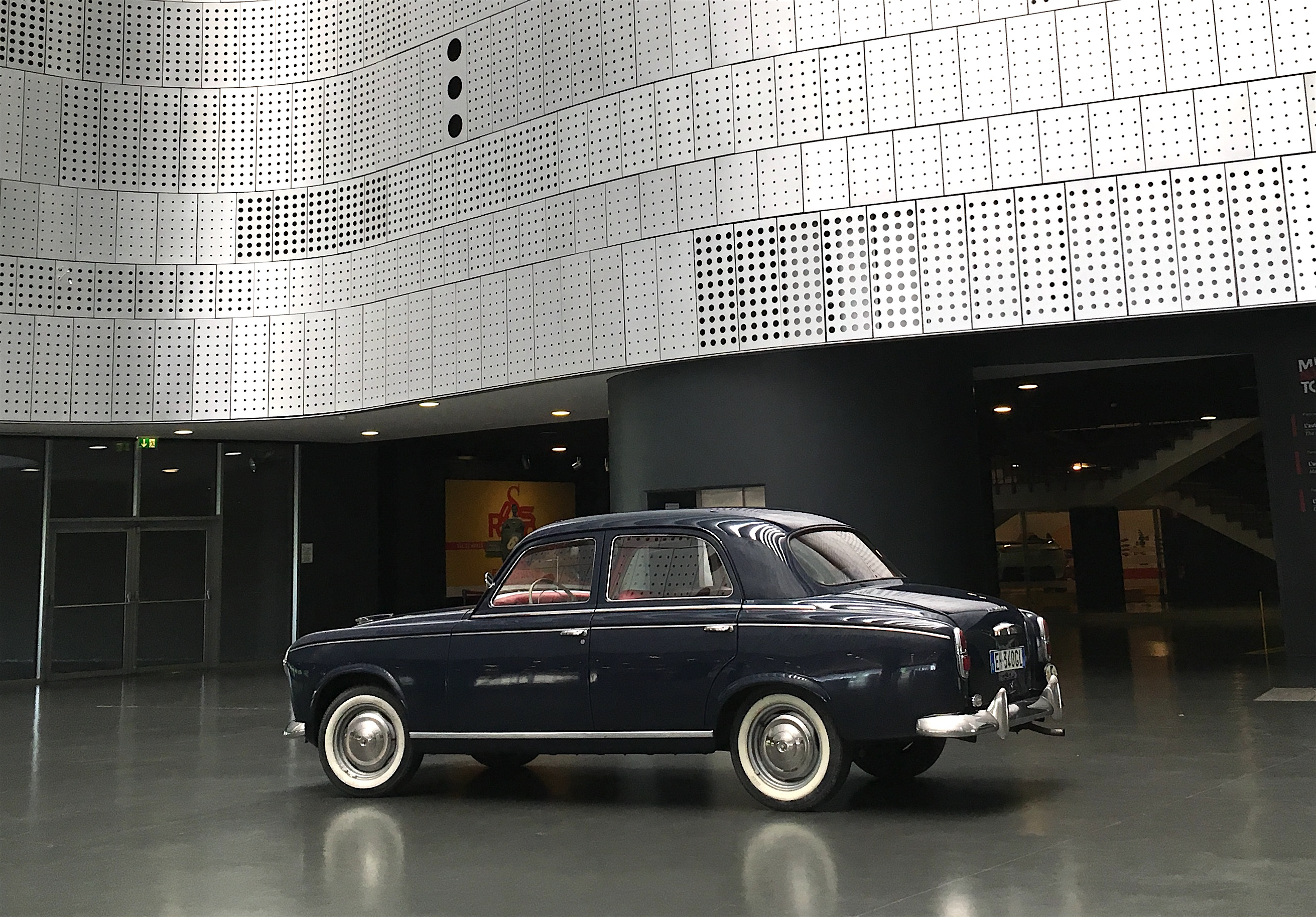
Un modèle exposée dans le hall central du Musée National de l'Automobile à Turin.

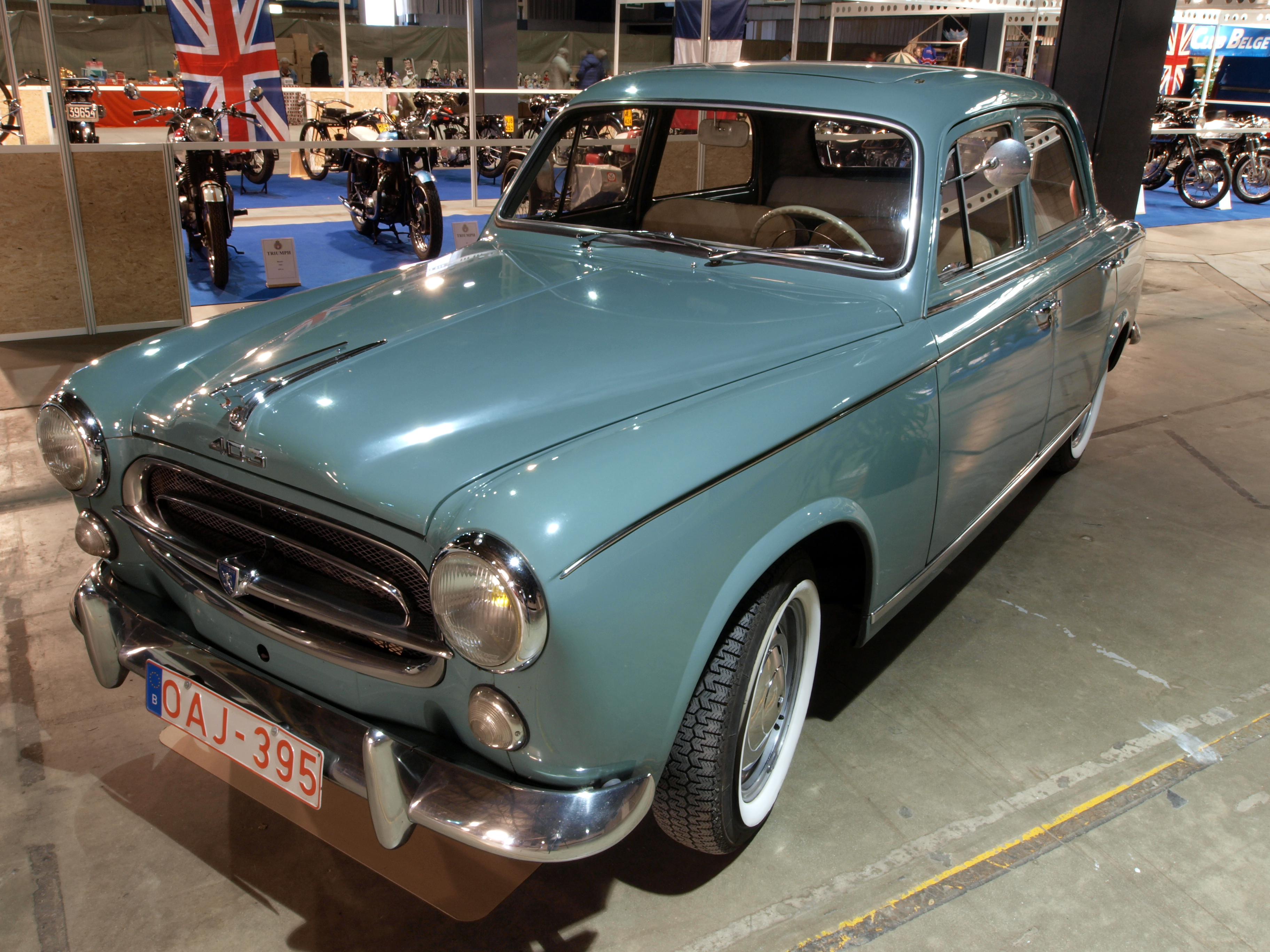
403 dotée de la mascotte.

La première 403 - 8 CV - a été présentée par le constructeur Peugeot pour la première fois le 20 avril 1955 au palais de Chaillot, place du Trocadéro à Paris. Il s'agissait d'une berline à toit ouvrant. Comme pour la 203, le capot était orné d'une tête de lion, gueule ouverte, mascotte symbole de la marque. C'est au salon 1957 que fut présentée la 403 berline, type N4Y, à sécurité passive.
Cependant, dès l'année suivante, une nouvelle réglementation en matière de sécurité, interdisait tout objet saillant à l'avant des voitures - jugé dangereux en cas de choc avec un piéton ou un cycliste - Peugeot fut contraint de supprimer sa célèbre mascotte qu'il remplaça par une simple petite baguette chromée avec pour 1959 montage d'une grande baguette chromée. Toujours contraint par cette même réglementation, les flèches levantes articulées de changement de direction, placées sur les montants arrière de la custode, furent remplacées par des feux clignotants classiques avant et arrière, puis, dans la foulée, les phares codes européens seront également obligatoires et, accessoirement, les essuie-glaces deviendront parallèles.

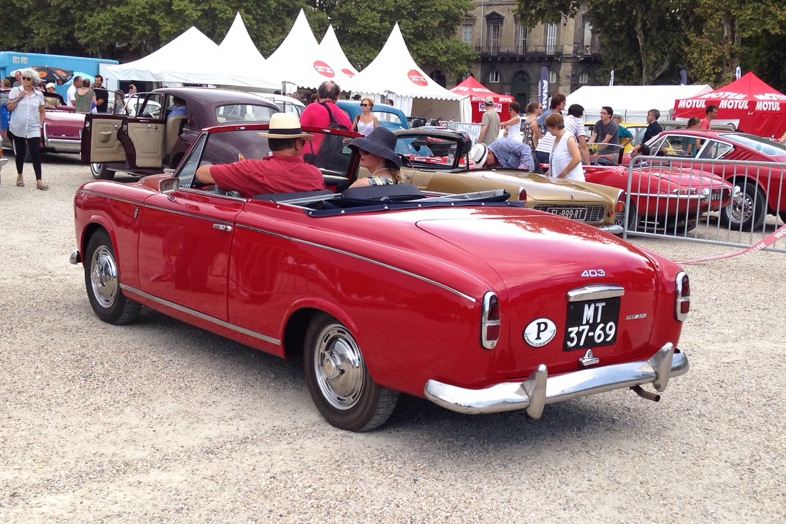
Le Cabriolet.

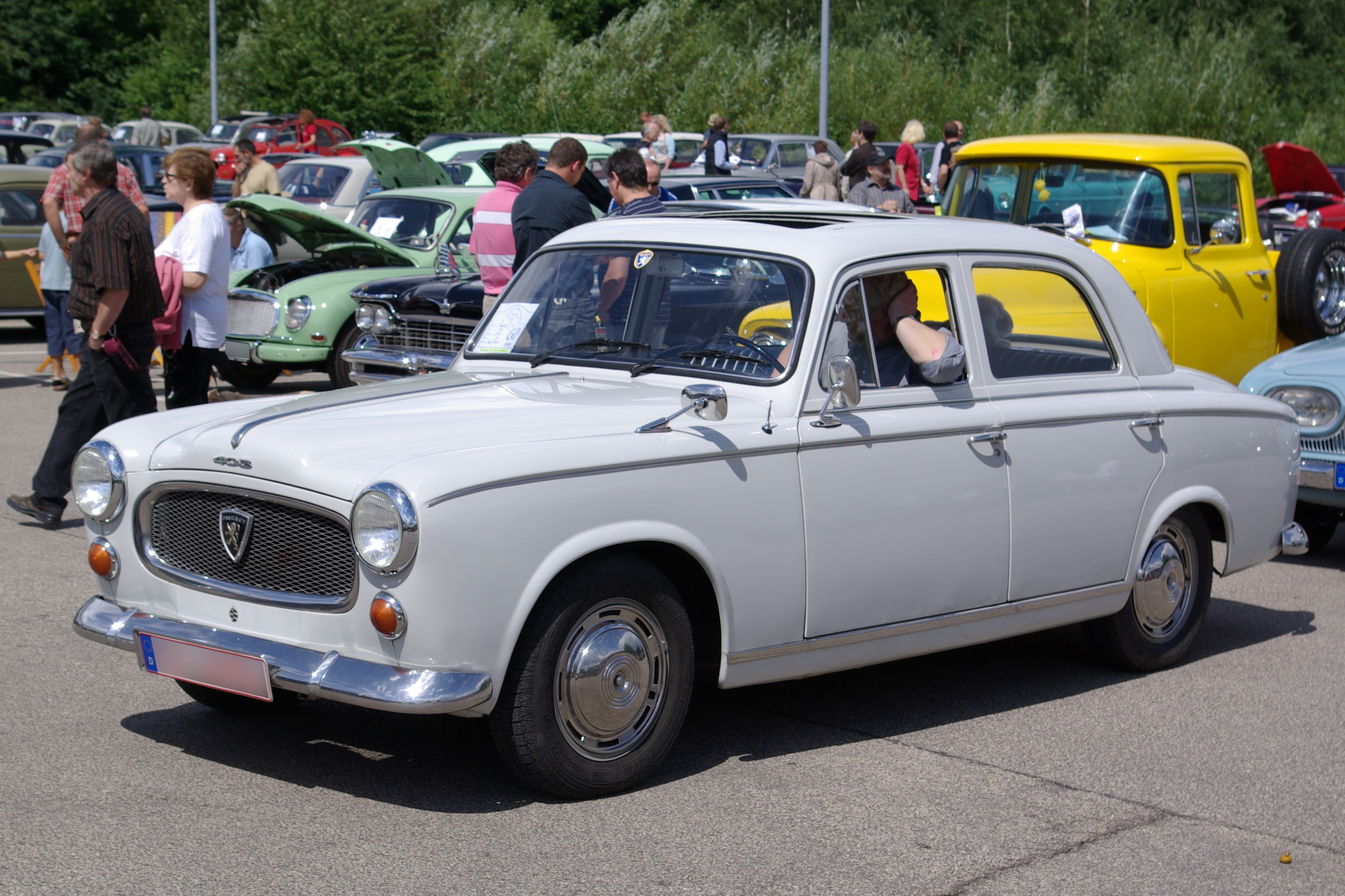
403 - 7 CH.

Le cabriolet est apparu en août 1956. Il sera construit à 2 043 exemplaires jusqu'à la fin 1960. En septembre 1956, naissance de la familiale et de la commerciale, puis le mois suivant de la camionnette bâchée. En octobre 1959 est commercialisée une version Diesel à moteur Indenor, ce qui fera de la 403 la première voiture française Diesel de série. Ce même moteur équipera aussi d'autres marques comme Austin, Vauxhall (à Singapour) et des Jeep Willys (en Corée). Toujours en 1959 apparaît la version dépouillée à moteur 7 CV de la 203, pas de ventilateur de chauffage, pas d'antivol Neiman sur la direction, enjoliveurs de 203, calandre simplifiée sans la moustache,  banquette à l'avant, volant de la 203, poignées et manivelle en plastique et pas de déflecteur aux portes avant. 1959 est la seule année où il n'y a aucune inscription sur la malle arrière.
En 1962, la calandre de la 8 CV comporte des barrettes horizontales comme la 404 - deux pour la 403 au lieu de 4 pour la 404.
Comme sur la 203, les vitesses se passent par un levier situé sur la colonne de direction, sur le côté droit du volant.
Il a été produit 1 214 126 exemplaires de la Peugeot 403, dont 1 814 exemplaires en cabriolet. Sa construction a été arrêtée en novembre 1966, le dernier exemplaire étant une 8 CV de couleur crème.
En 1959, une 403 berline Grand Luxe valait 825 000 francs (prix en anciens francs de l'époque) ; un cabriolet Grand Luxe , 1 370 000 francs (anciens francs) (1,7 fois le prix de la berline Grand Luxe), soit respectivement 13 703 € de 2017 pour la version Grand Luxe et 22 756 € pour le cabriolet compte tenu de l'inflation et du niveau de vie de l'époque.

## Compétition
Discrète voiture familiale de la bourgeoisie, la 403 s'imposa cependant quelquefois lors de compétitions notables. En 1955 elle gagna ainsi le Rallye de Finlande avec Eino Elo - déjà vainqueur de l'épreuve en 1952 sur 203) et le Rallye du Maroc avec Jean Deschazeaux ; on notera également l'exploit au Rallye d'Automne 1957 de l'équipage George Baillou / Pierre Triou qui s'imposa alors au classement général devant une Porsche Carrera. À défaut de puissance débridée, la robustesse légendaire du moteur lui permit tout de même de figurer encore honorablement sur les neiges du Rallye Monte-Carlo et du rallye finlandais dit des neiges pures (le Rallye Hanki, première de catégorie finalement en 1957, 1958 et 1959), ainsi que dans les sables et la boue de l'East African Safari Rallye (première de classe en 1957 avec J.J. Feeney et Z. Nowicki) ou encore au Tour d'Australie (première en 1956 avec Wilfred Murrell). Le titre de Campeonato Argentino de Turismo Nacional 1962 (classe C) est aussi à rapporter.

## Dans la culture populaire

### Télévision

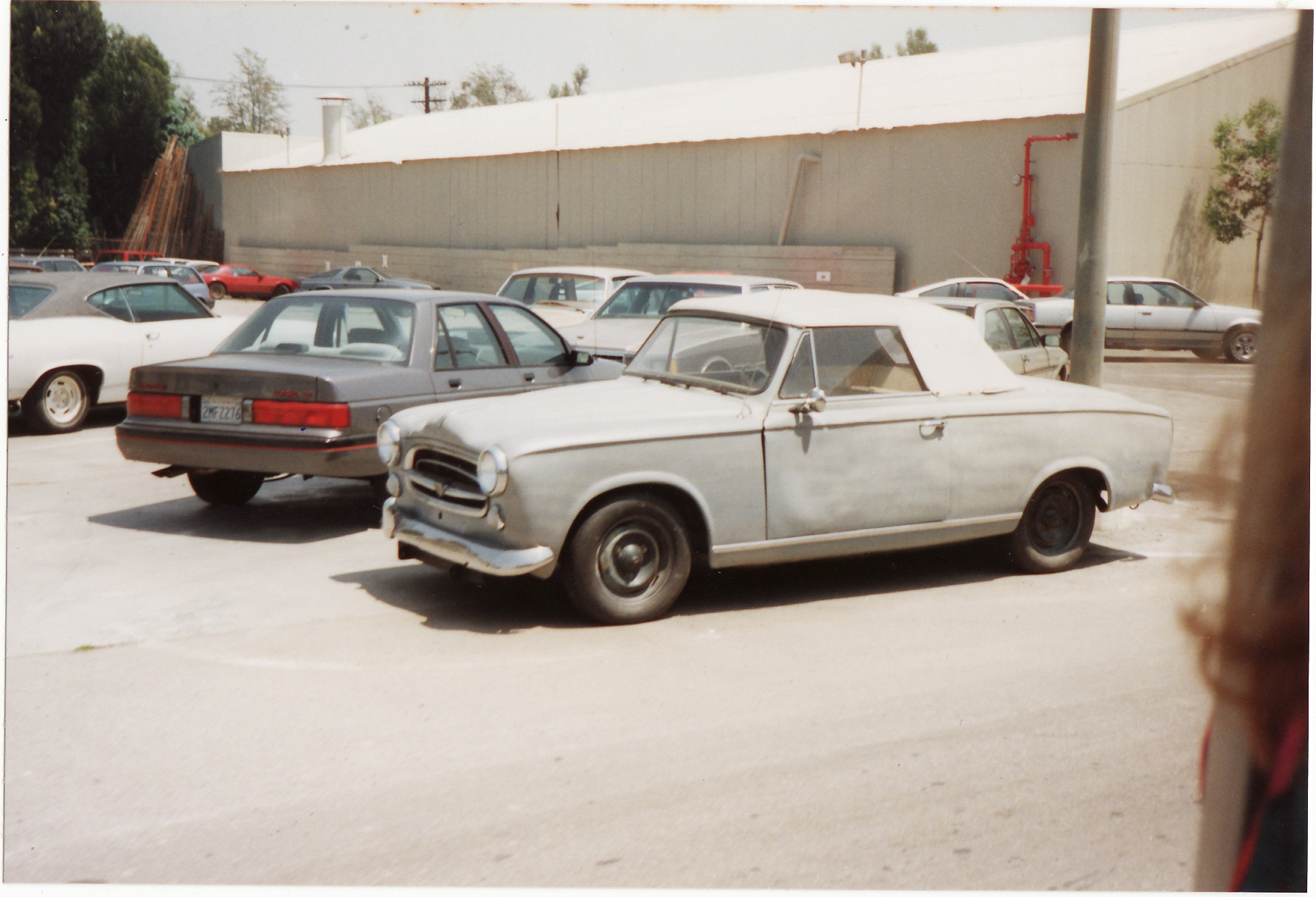
Le cabriolet du Lieutenant Columbo.

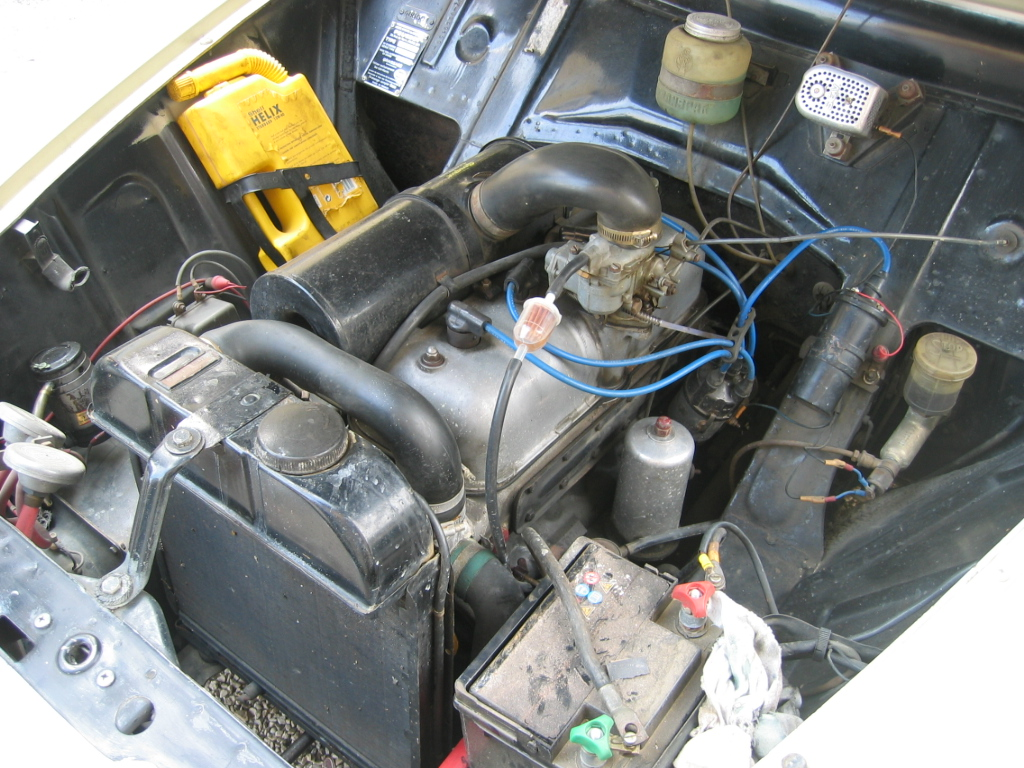
Le moteur

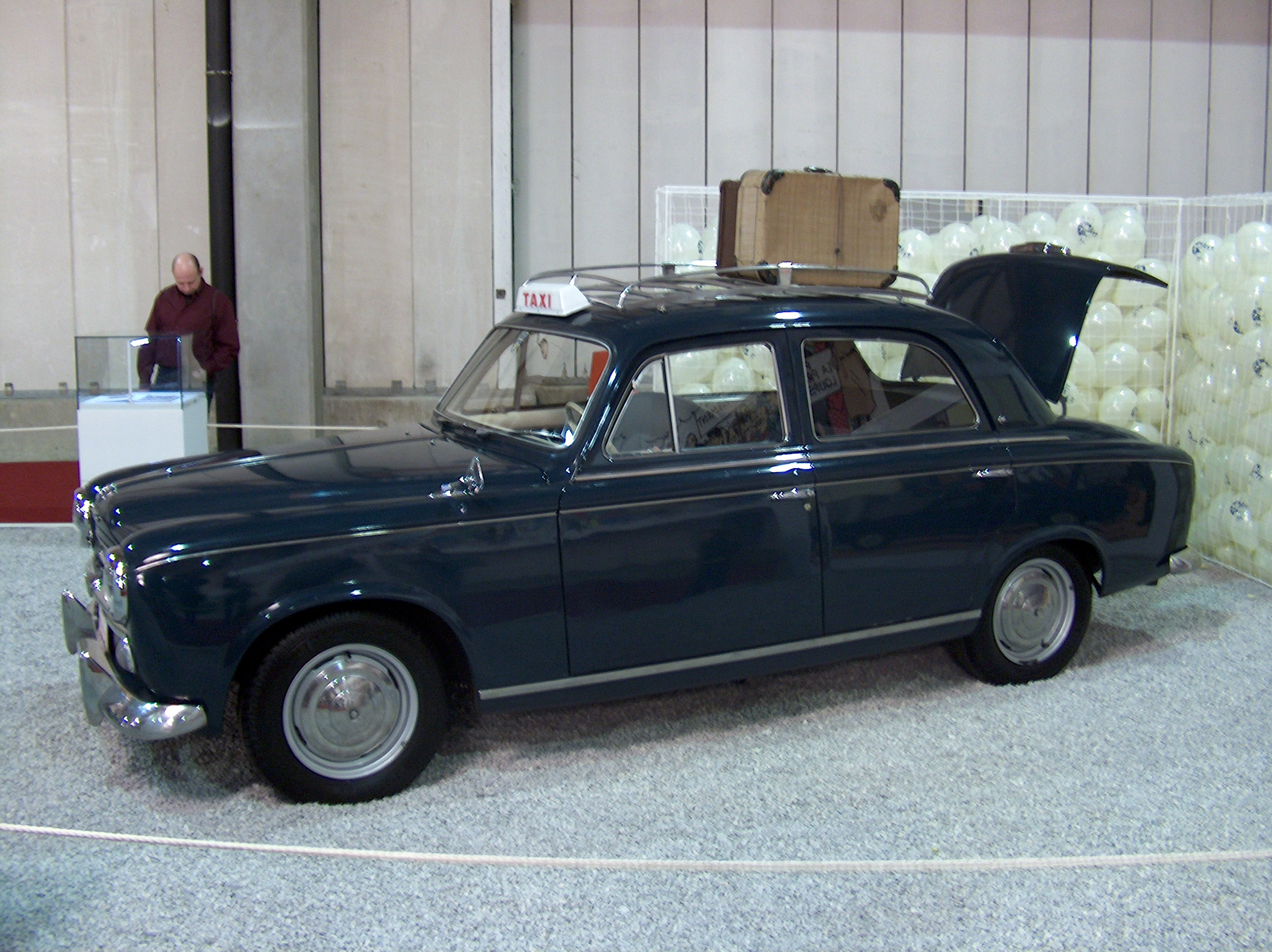
Une berline.

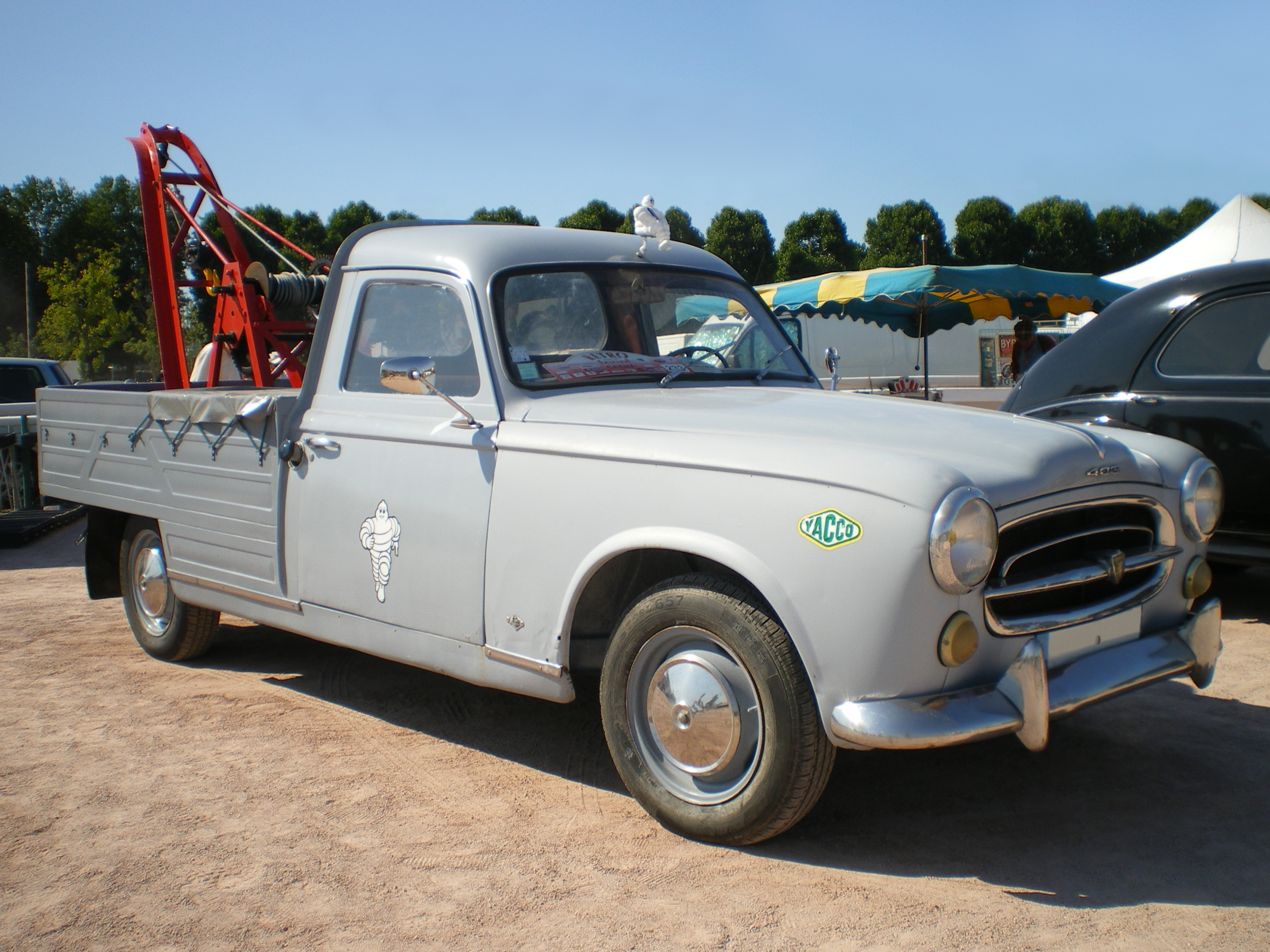
pick-up dépanneuse.

Le premier épisode des aventures du lieutenant Columbo, joué par Peter Falk, a été diffusé en février 1968 sur la chaîne NBC. Le policier, qui deviendra célèbre auprès du public américain en partie grâce à son étrange voiture, roulait dans un cabriolet gris modèle 1960 immatriculé « California 044 APD ». Un tel véhicule était particulièrement exotique et en vogue aux yeux du public américain à qui était destinée la série. 
Cette 403 aurait été repérée dans les garages du studio de cinéma par l’acteur lui-même et choisie par ses soins pour les besoins du tournage, aucun des modèles proposés initialement par la production ne l’ayant séduit. Selon d'autres sources, Peter Falk aurait choisi la Peugeot 403 en rencontrant par hasard l’acteur français Roger Pierre qui était alors en voyage aux États-Unis au volant de sa voiture personnelle. Peter Falk eut aussitôt le coup de foudre pour cette voiture, et tint à ce que le producteur de la série la rachète aussitôt à Roger Pierre, qui rentra en France sans sa voiture. Elle est apparue pour la première fois en 1971 dans l'épisode Le Livre Témoin. 
Pour les saisons ultérieures, Peugeot a refusé de fournir un véhicule aux producteurs de la série en remplacement de leur mythique 403, car la société française ne la produisait plus et avait peur de ternir son image de marque car  la production avait dans l’idée de rendre le second cabriolet dans le même état délabré que le premier. Peugeot a bien vendu quelques 403 sur le sol américain mais n’a apparemment jamais vendu de 403 cabriolets aux États-Unis, et ne s’explique pas de son côté comment le véhicule initial est arrivé sur le tournage de cette série. En définitive, ce ne sont pas une, mais bien deux (et peut-être même trois) 403 cabriolets qui ont été utilisées au cours de la série Columbo. Elle était initialement immatriculée 044 APD, plaque qui devint par la suite 448 DBZ. Certains affirment sans preuve que si la première 403 était un vrai cabriolet, la suivante pourrait bien être une berline transformée grossièrement en cabriolet pour la continuation de la série.[réf. nécessaire]

### Cinéma
Au cinéma proprement dit, la 403 est aussi présente dans un grand nombre de films — surtout français — des années 1960 à 1970. Coup de cœur particulier pour À bout de souffle de Jean-Luc Godard en 1960, avec Jean Seberg et Jean-Paul Belmondo, où un exemplaire a un tout petit rôle de figuration ; un autre également (cabriolet gris) dans le film Le Magnifique de Philippe de Broca, sans oublier le mythique film algérien Les Vacances de l'inspecteur Tahar avec Hadj Abderrahmane et Yahia Benmabrouk. À noter que pour La Sirène du Mississipi de François Truffaut (1969), avec encore Jean-Paul Belmondo, la voiture, propriété de la sœur de l'assistant local de Truffaut, circulerait encore dans l'île de La Réunion, où le film a été tourné. La 403 apparaît également  dans le premier long-métrage réalisé par Roman Polanski en Pologne en 1962, Le Couteau dans l'eau,.

## Technique
- Carrosserie : réalisée par Peugeot en collaboration avec Pininfarina pour le dessin, la coque est autoportante monobloc en acier.

- Moteurs - quatre cylindres en ligne - avec culasse en Alpax à chambres hémisphériques et carburateur Solex :
  - Deux motorisations essence : 
    - La première (8 CV) d'une cylindrée de 1 468 cm3 (alésage × course : 80 × 73), développe une puissance de 58 ch DIN à 4 900 tr/min. Elle est associée à une boîte à quatre rapports (dont la quatrième est en position décalée, dite « surmultipliée », permettant une économie de carburant sur les premiers modèles). Ce moteur va être légèrement gonflé (par Darl'Mat, Henri Chapron, Pichon-Parat), sur des coupés hors série « haut de gamme » qui auront une diffusion confidentielle. À partir de 1960 (403 B) le moteur bénéficie de certaines améliorations de la Peugeot 404 comme le ventilateur débrayable et la boîte de vitesses avec 4e rapport "en prise directe" (un tour de moteur = un tour de pignon d'entrée du pont AR), ce qui diminue les pertes par frottement dans la  boite de vitesses.
    - Une seconde motorisation, lancée avec la 403-7 (7 CV), récupère le moteur 1 290 cm3, 42 ch DIN, puis 54 ch de la 203 mais avec la culasse de la 403 (donc admission d'un côté et échappement de l'autre). Cette version moins chère de la 403 est reconnaissable à sa calandre simplifiée dépourvue des belles « moustaches » chromées de la 403-8.

  - Une motorisation Diesel à moteur Indenor : d'une cylindrée de 1 816 cm3, développe 48 ch. Cette auto sera achetée par la compagnie des taxis parisiens G7 à une centaine d'exemplaires.

- Direction : à crémaillère.
- Transmission : par embrayage à disque ou semi-automatique (coupleur Jaeger électromagnétique).
- Suspensions : roues indépendantes, ressorts transversaux semi-elliptiques et bras triangulés à l'avant, essieu rigide, ressorts hélicoïdaux et amortisseurs hydrauliques à l'arrière et deux jambes de force pour le maintien du pont.
- Freinage : hydraulique, à tambours à l'avant et à l'arrière.

## Collection
Sortie à une époque où les vols de voitures étaient peu nombreux, la 403 ne proposait qu'en option un antivol Neiman bloquant la direction et actionné par une clé de contact. Le démarreur était ensuite lancé à l'aide d'un bouton-poussoir installé en bas du tableau de bord, à droite du volant. Sinon, les 403 « ordinaires » se contentaient d'un simple contacteur et d'un bouton-tiroir, ce qui revient à dire que le premier venu pouvait faire démarrer la voiture s'il forçait la serrure ou, plus simplement, si le propriétaire avait oublié de fermer la porte à clé. Par la suite, un antivol bloquant la direction sera proposé sur les modèles 403/7.
La trappe d'essence est invisible : elle se trouve dans la partie inférieure du feu arrière gauche, dont le cabochon s'ouvre à la façon d'une trappe (comme déjà sur les Simca Aronde et sur plusieurs voitures américaines de l’époque qui en avaient lancé la mode).
La 403 est une voiture facile à collectionner. De nombreux exemplaires sont en vente dans les revues et sur les sites spécialisés. Les prix sont assez modestes, sauf pour les cabriolets, très rares, et les berlines N4Y du salon 1957, rarissimes (environ 1 500 véhicules numérotés). La 403 s'inscrit facilement dans la circulation aux vitesses limitées d'aujourd'hui, mais il faut consentir un effort sur l'équipement en pneumatiques conformes aux prescriptions en vigueur (Michelin "X" ou "XAS"), veiller à l'étanchéité des cylindres de freins avant (deux par tambour) et au remplacement systématique des flexibles du système de freinage.
Certaines voitures, surtout des cabriolets, étaient équipées en option de jantes semi-rayonnées fournies par les établissements Robergel.

## Galerie

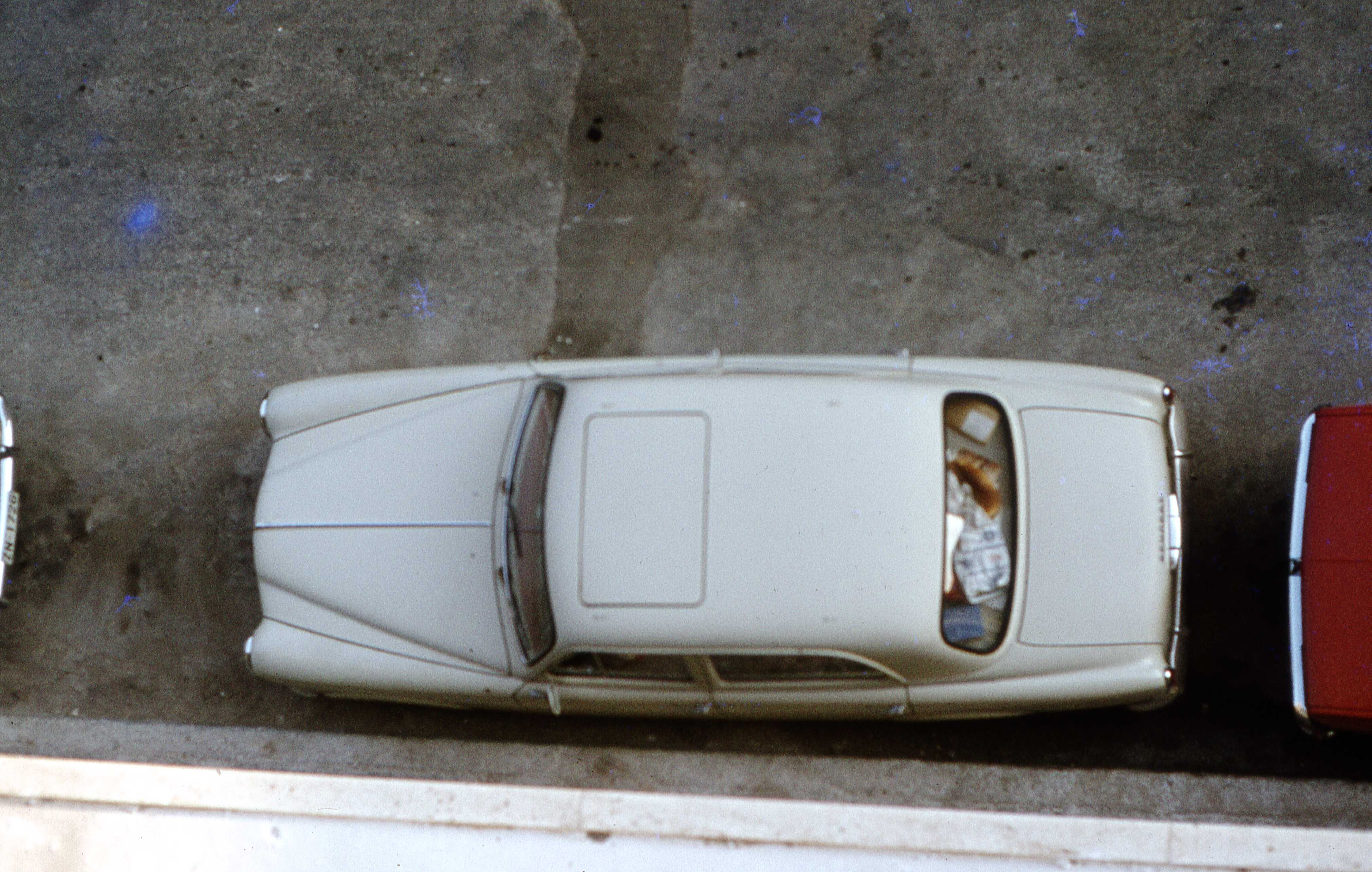
Une 403 à toit ouvrant.
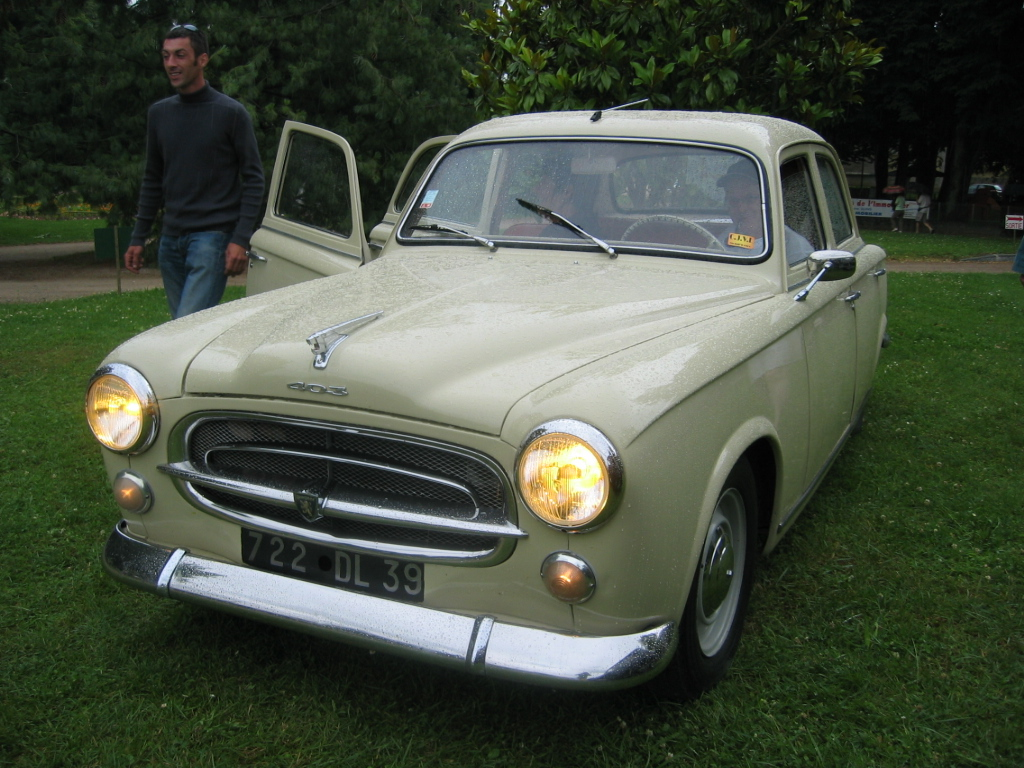
Vue de avant.
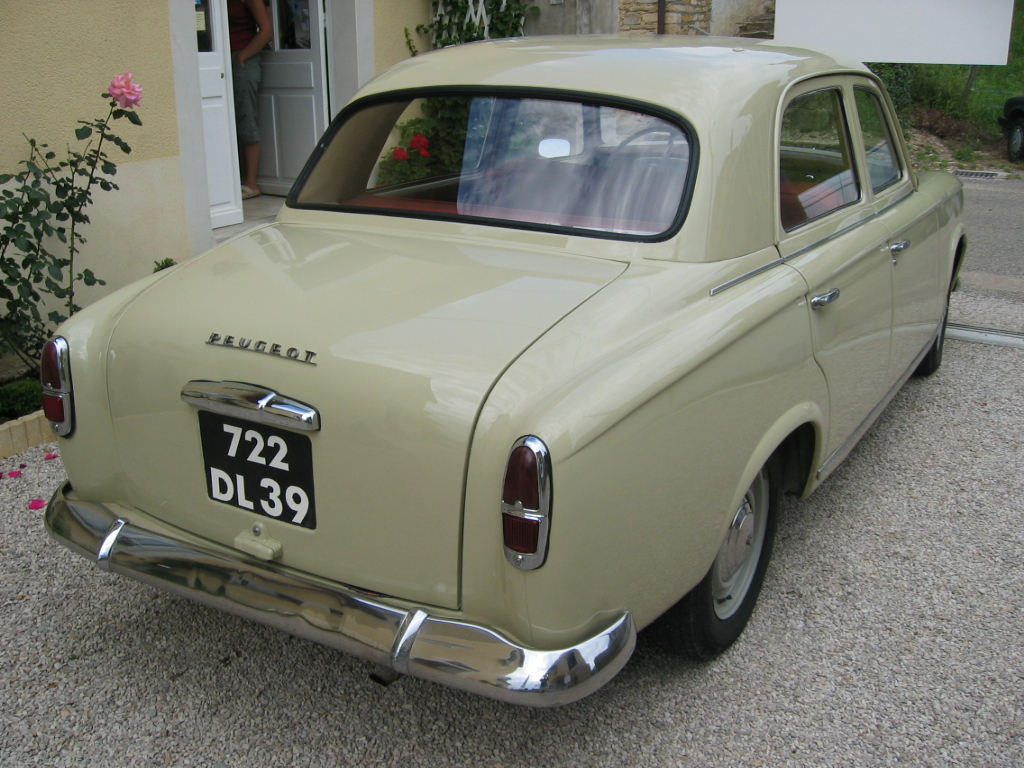
Vue de l'arrière.
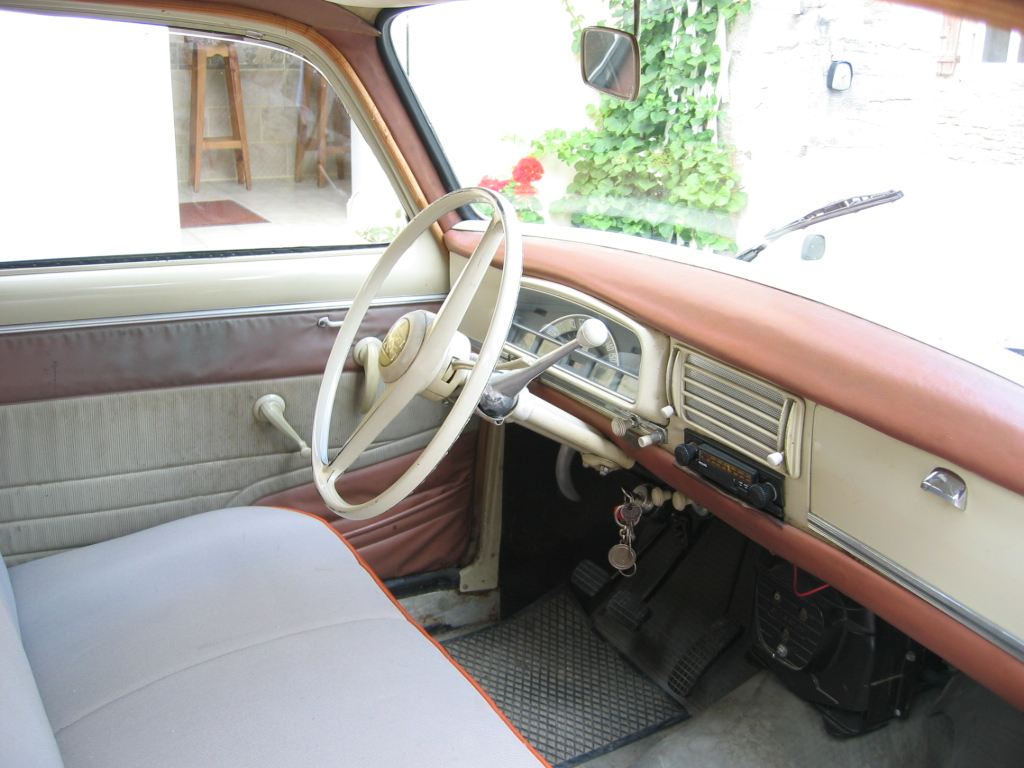
Vue intérieure du tableau de bord d'une 403-7.
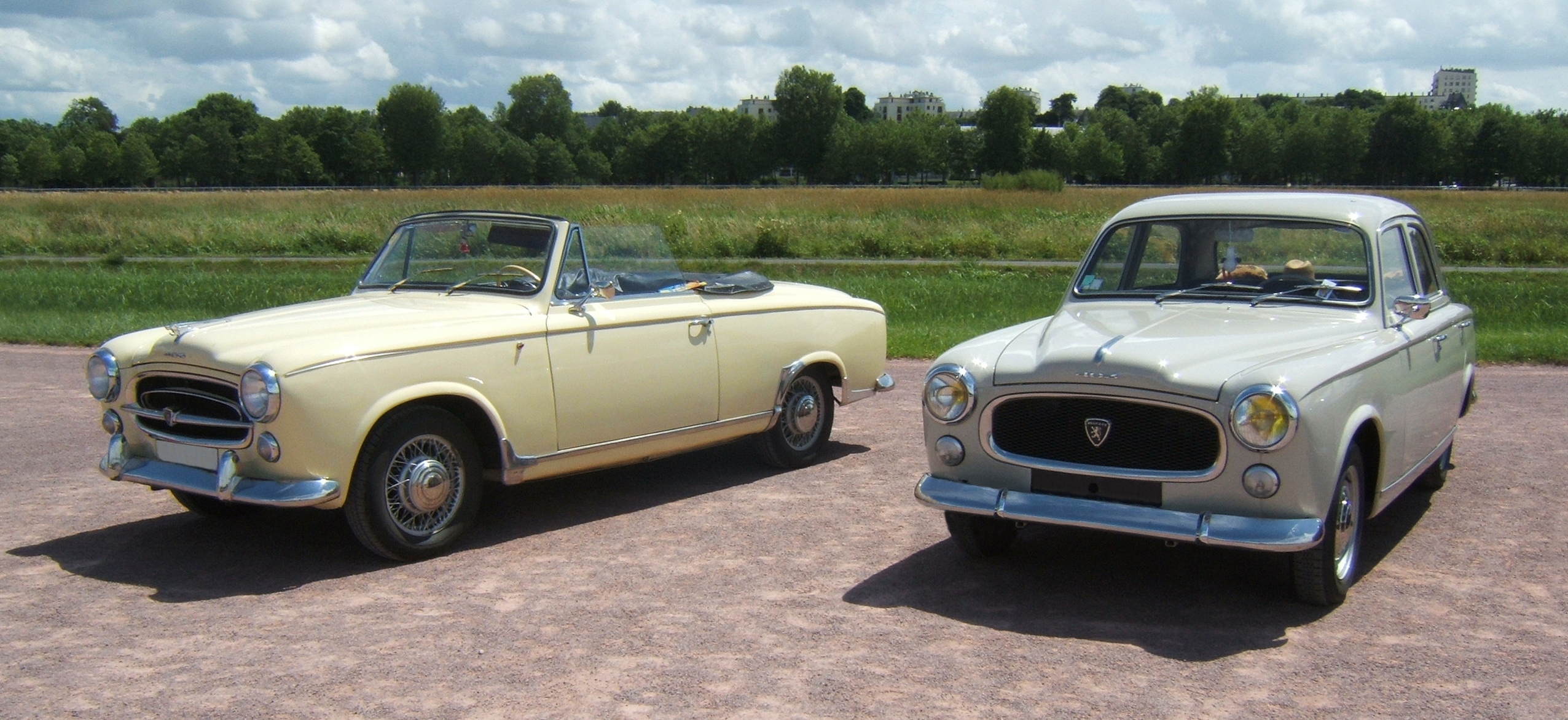
Cabriolet et berline 403-7.
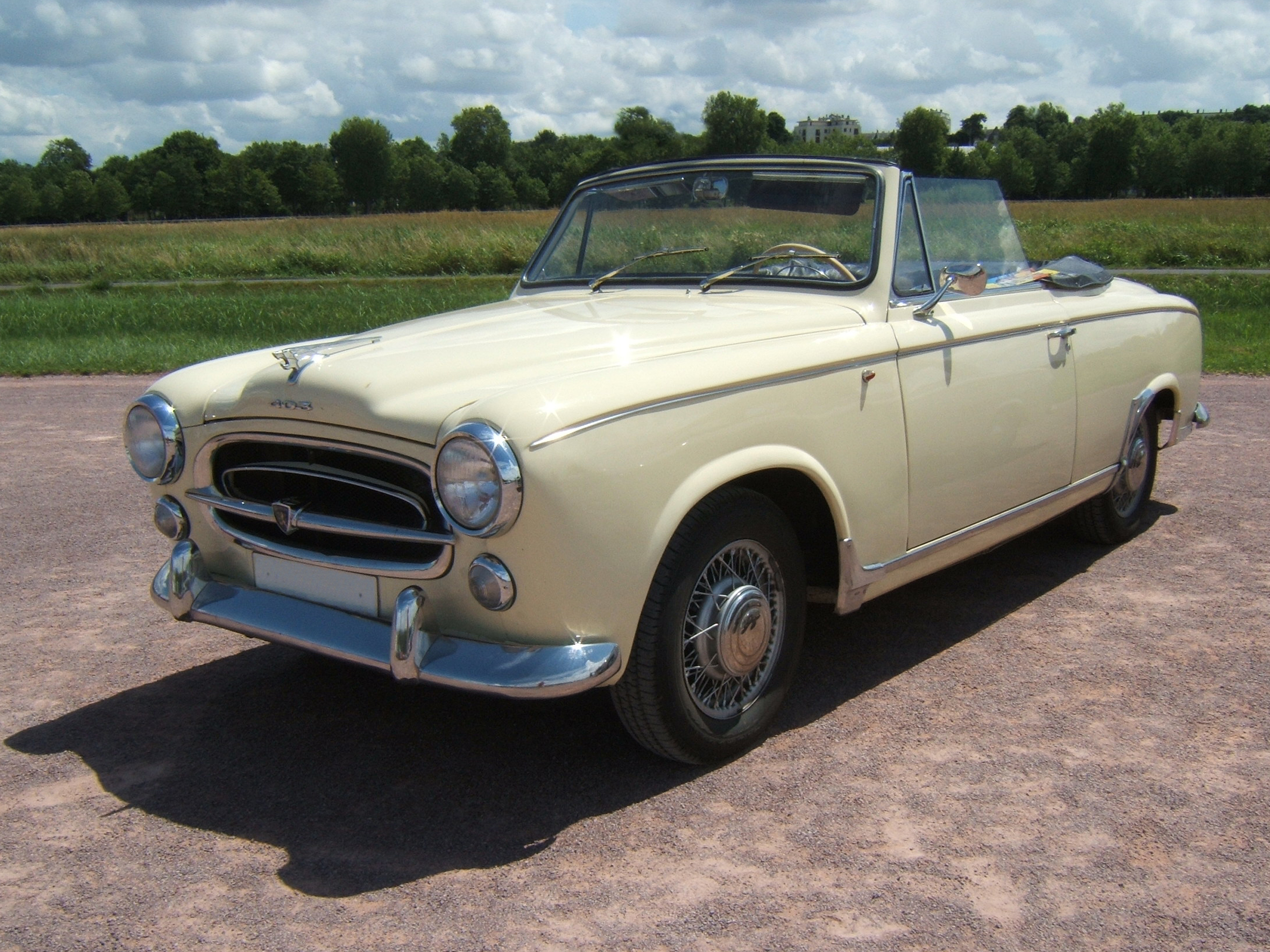
Cabriolet équipée de roues Robergel.
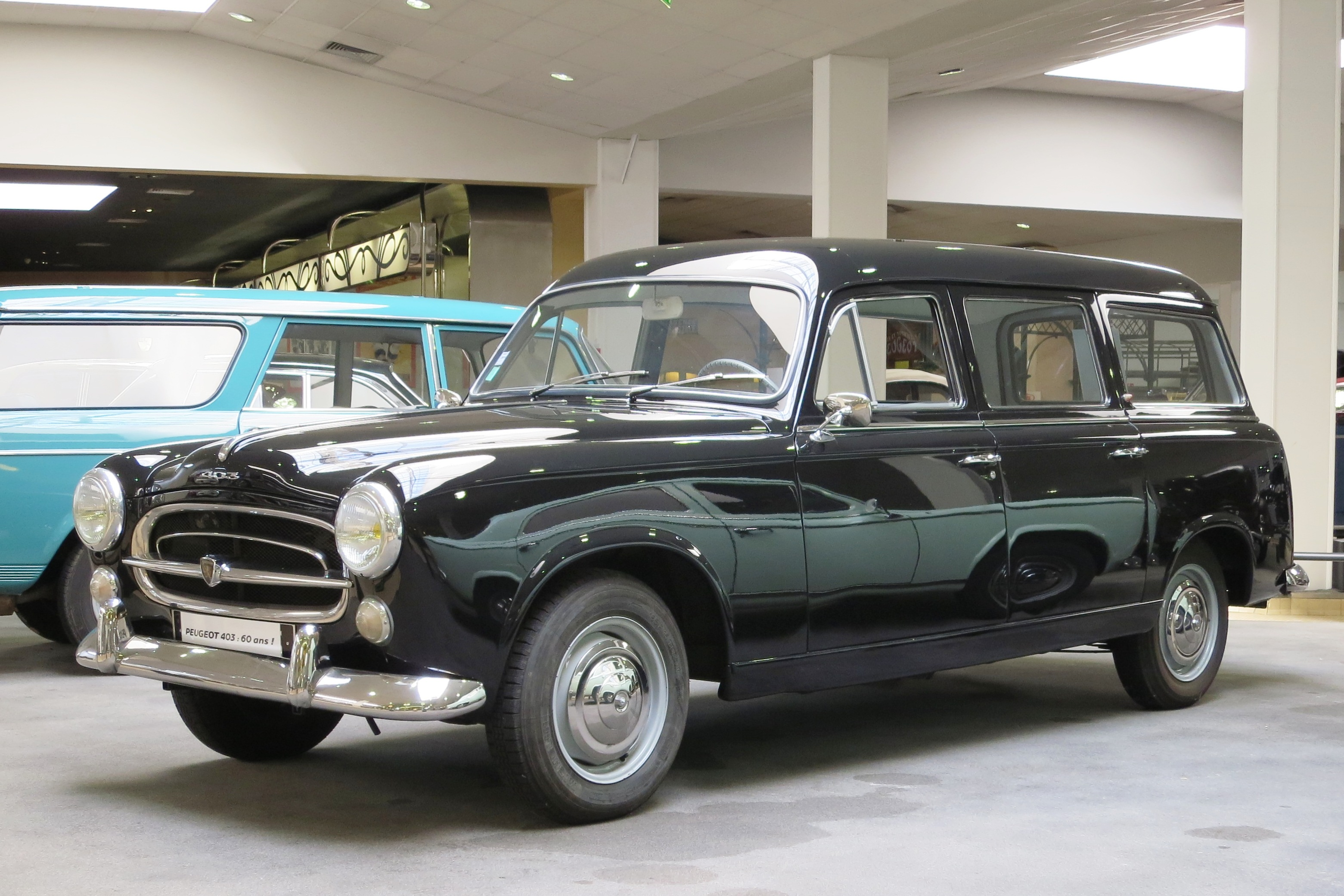
Break au Musée de l'Aventure Peugeot.
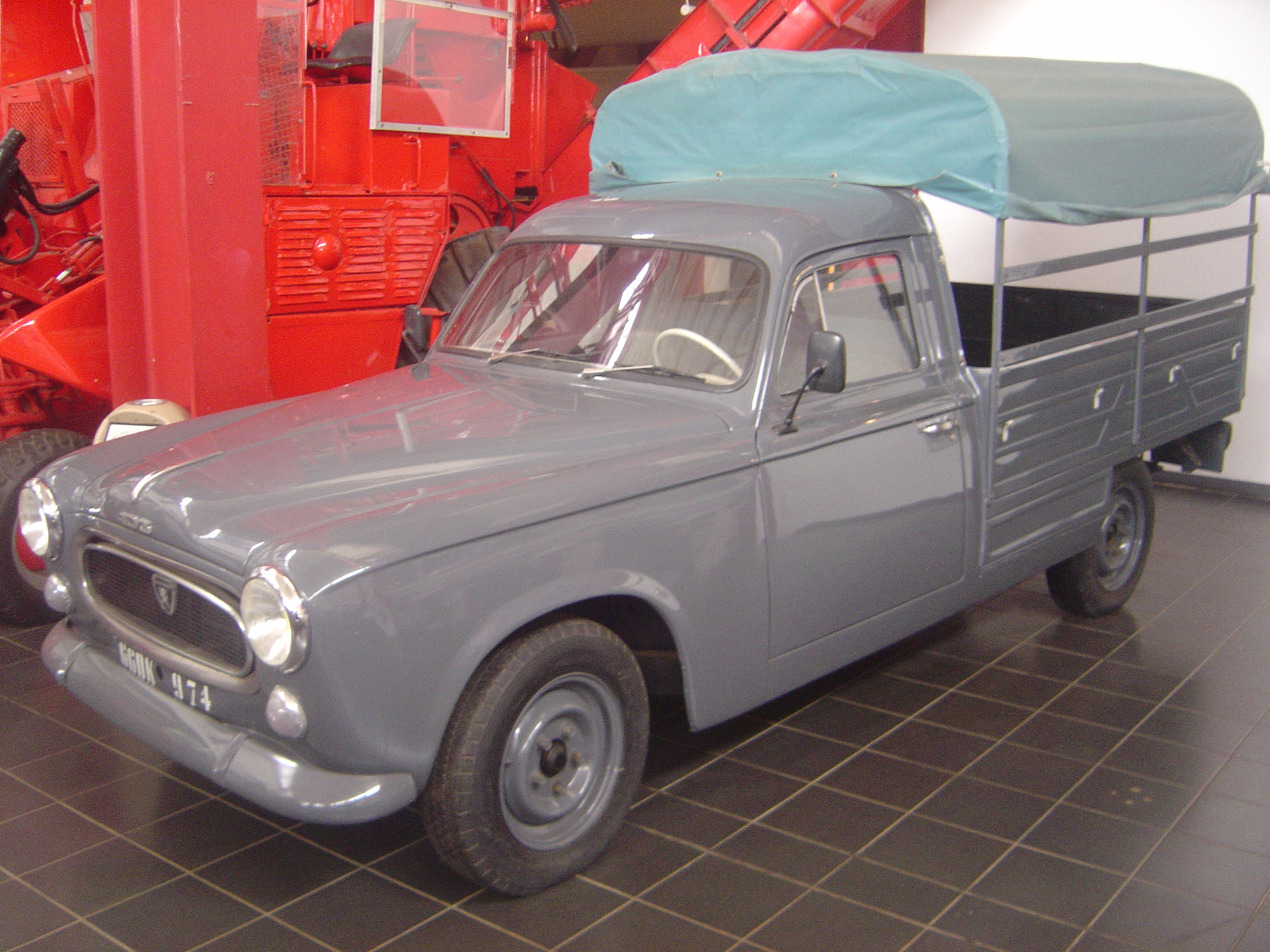
Camionette bâchée.
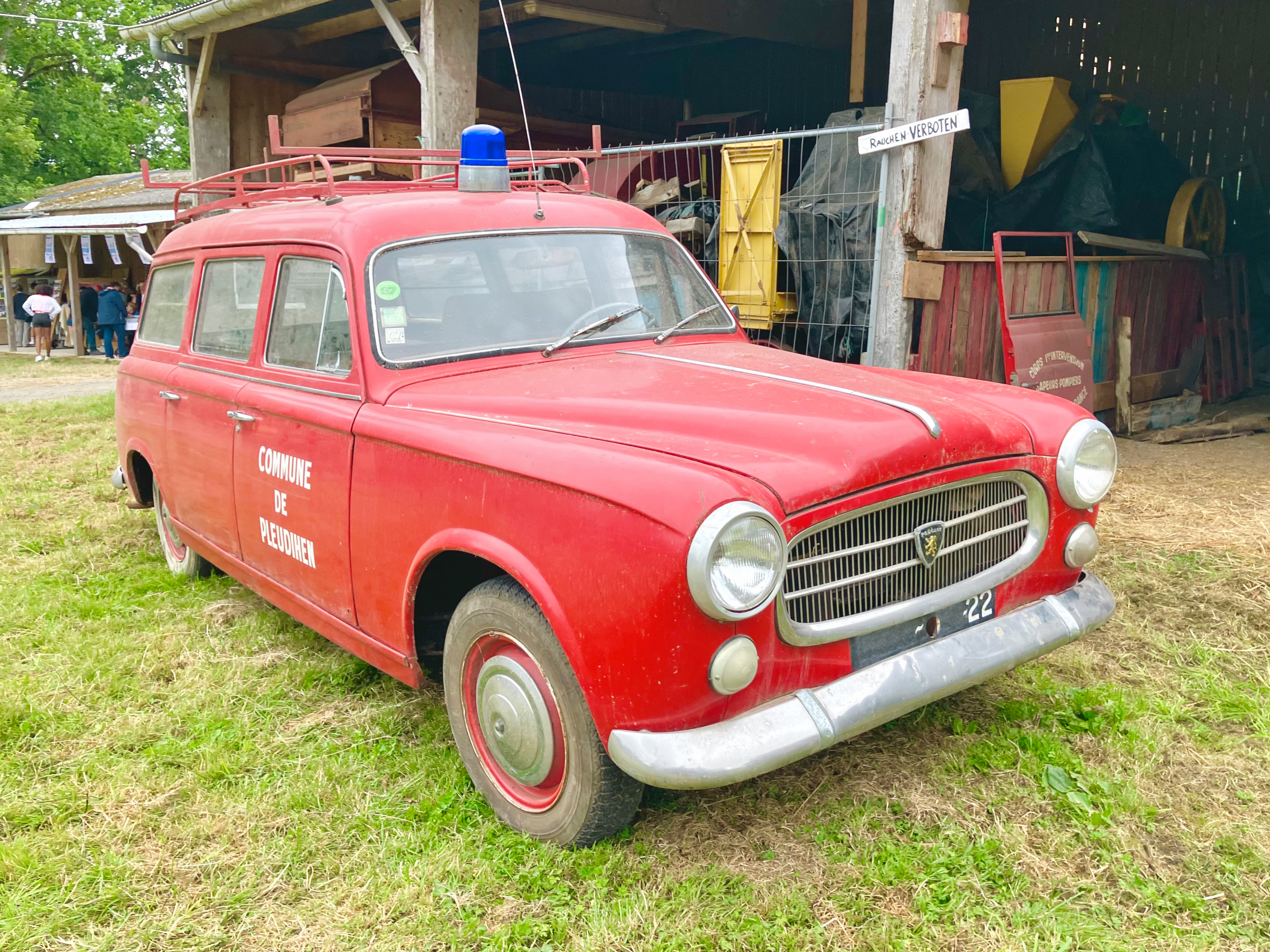
Une Peugeot 403 Break, anciennement véhicule des sapeurs-pompiers …
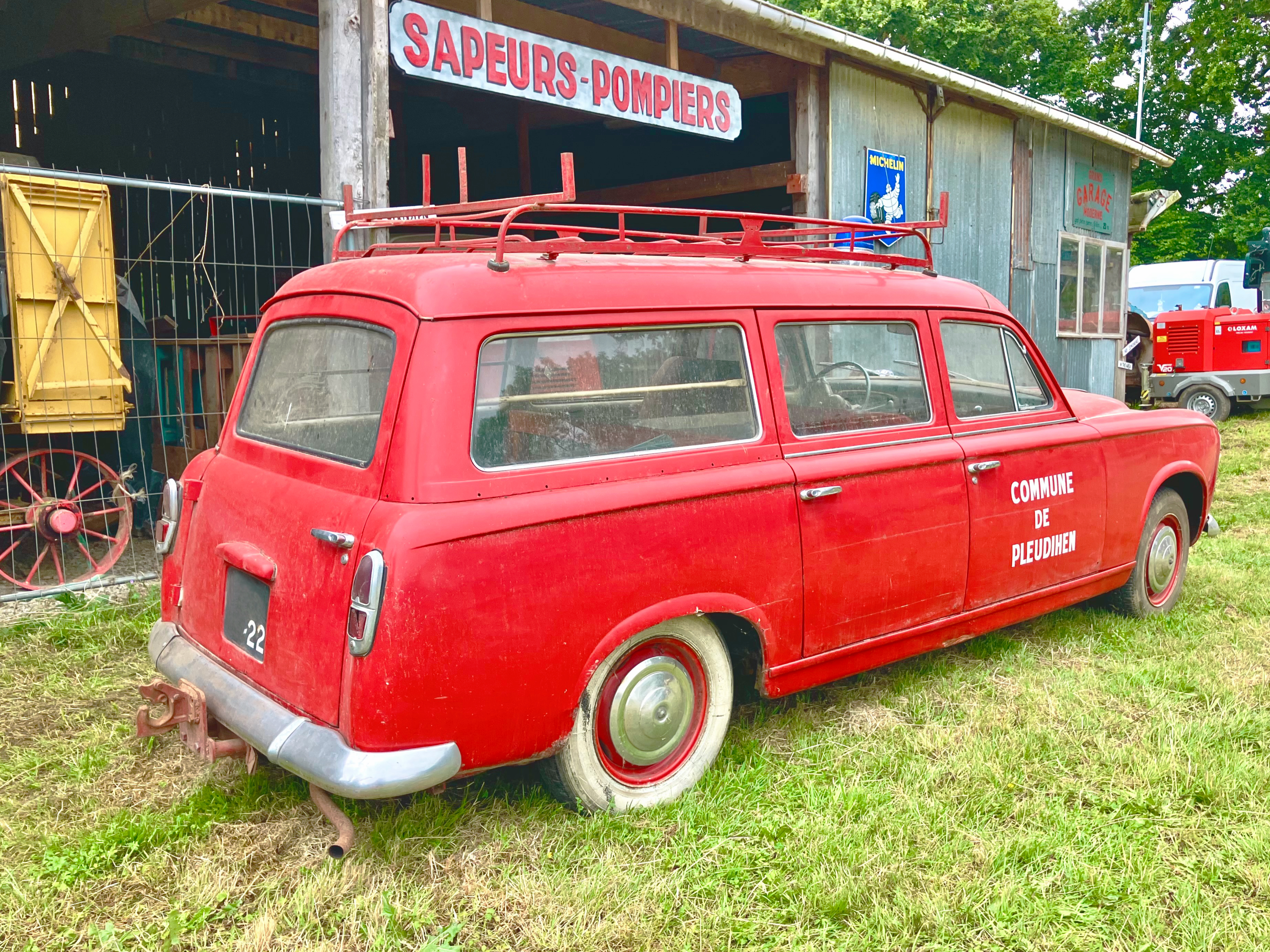
… de Pleudihen-sur-Rance en Côtes-d'Armor.